# Rhododendron borneense
Rhododendron borneense är en ljungväxtart. Rhododendron borneense ingår i släktet rododendron, och familjen ljungväxter.

## Underarter
Arten delas in i följande underarter:
- R. b. angustissimum
- R. b. borneense
- R. b. villosum